# 紅焰平鮋
紅焰平鮋為輻鰭魚綱鮋形目鮋亞目平鮋科的其中一種，為深海魚類，分布於西北太平洋日本北部海域，棲息深度300-500公尺，體長可達50公分，棲息在底層水域，卵胎生，生活習性不明，可做為食用魚。